# Rosina Malbouisson
Rosina Malbouisson Paulino de Noronha (Lisboa, 2 de outubro de 1955), também creditada como Rita Malbouisson, é uma atriz portuguesa que fez carreira no Brasil.

## Filmografia
- Simbad, O Marujo Trapalhão (1975) .... Luciana
- O Trapalhão no Planalto dos Macacos (1976) .... Rainha Cacenique
- O Pequeno Polegar contra o Dragão Vermelho (1977)
- As Filhas do Fogo (1978)
- Karina, Objeto de Prazer (1982)
- Filhos e Amantes (1981)
- Os Trapalhões na Serra Pelada (1982)
- Tessa, a Gata (1982) .... Roberta [1]